# Яків (Домський)
Яків Домський (в миру Ієронім Петрович Домський; 6 липня 1823, село Семенки, Брацлавський повіт, Подільська губернія — 27 травня (8 червня) 1889, Якутськ, Якутія, Російська імперія) — єпископ Якутський і Вілюйський, письменник, магістр Санкт-Петербурзької духовної академії.

## Біографія
Народився 6 липня 1823 року в селі Семенки Брацлавського повіту Подільської губернії в сім'ї священика, настоятеля храму в ім'я апостола і євангеліста Іоанна Богослова. Його хрещеним батьком був записаний Олександр I, замість якого на хрещенні був присутній його ад'ютант.
Навчався в Кам'янець-Подільській духовній семінарії; у 1840 році, після смерті батька, був змушений перервати навчання.
У 1841 році, за підтримки архієпископа Кирила, вступив до Санкт-Петербурзької духовну семінарію , яку закінчив з відзнакою у 1845 році.
У 1849 році закінчив курс Санкт-Петербурзької духовної академії зі ступенем кандидата богослов'я.
30 листопада 1849 року призначений учителем в Іркутську духовну семінарію «на посаду викладача з риторики, піїтики і вченню про богослужбові книги (для молодшого відділення), з читання грецьких і латинських письменників (для старшого відділення)».
13 червня 1858 переведений учителем викладача словесності в Томську духовну семінарію, з 8 вересня 1858 був призначений її економом. «Також викладав загальну громадянську історію (в молодшому відділенні) і рос.  історію (в середньому відділенні)».
8 жовтня 1860 року пострижений у чернецтво; 10 жовтня висвячений у сан диякона, 11 жовтня — в ієрея.
25 листопада 1861 переміщений знову в Іркутськ інспектором семінарії і одночасно призначений цензором проповідей, що подаються духовенством, і цензором «Іркутських єпархіальних відомостей».
11 червня 1865 року возведений у сан архімандрита.
У 1870 році призначений ректором щойно відкритої Благовіщенської духовної семінарії.
25 травня 1872 архімандрит Яків захистив магістерську дисертацію в Петербурзькій духовній академії: «Історичний нарис російського проповідництва і погляд на його сучасний напрямок»  по його книзі, надрукованій у 1871 році.
У 1878 році переведений ректором Пермської духовної семінарії.
У 1882 році був викликаний в Санкт-Петербург на череду священнослужіння і проповіді і в наступному, 1883 році, був призначений архімандритом Данилового Троїцького монастиря в Переяславі, Володимирської губернії.
16 грудня 1883 року ухвалою Святійшого Синоду був призначений єпископом Якутським і Вілюйським ; 8 січня 1884 року в Успенському соборі Московського Кремля був хіротонізований на єпископа. У 1884 році Святійшим Синодом було прийнято рішення про відродження Якутської духовної семінарії. За час перебування на своїй кафедрі Яків Домський багато працював над поширенням грамотності і християнської освіти серед якутів ; у 1886 році була створена публічна бібліотека-читальня; у 1888 році відкрите жіноче єпархіальне училище; у квітні 1887 року вийшов перший номер «Якутських єпархіальних відомостей».
Помер 27 травня 1889 року; був похований у дерев'яній Вознесенській церкві Спаського монастиря в Якутську .  Став першим якутським єпископом, похованим у Якутії .
У грудні 1999 року під час проведення земляних робіт на території колишнього Спаського монастиря (нині — Якутський державний музей історії та культури народів Півночі ім. Є. Ярославського) були виявлені нетлінні останки архієрея разом з одягом, які були перенесені навесні 2000 року в Градоякутський Нікольський монастир в Якутську, де і знаходяться нині.

## Нагороди
- Орден Святої Анни 3-го ступеня (30 червня 1867)
- Орден Святої Анни 2-го ступеня (3 квітня 1873)
- Орден Святого Володимира 4-го ступеня (27 березня 1877)

## Твори
- Російське проповідництво, історичний його огляд і погляд на його сучасний напрямок (СПб., 1871).
- Історичний нарис російського проповідництва, Т. 1 [Архівовано 25 березня 2016 у Wayback Machine.] (СПб., 1878).
- Пастир у ставленні до себе і пастви (СПб, 1880).

Дослідження Якова Домського «Про недоліки сучасного проповідництва в його теорії і практиці» надруковане не було і його місцезнаходження нині невідоме  .